# 陆军总司令部徐州司令部
陆军总司令部徐州司令部是1947年至1948年中华民国国军设立的负责华东、中原剿共的司令部。

## 历史
为统一指挥华东、中原战场的机动部队，1947年4月顾祝同从郑州绥靖公署任上重新回到徐州坐镇指挥，5月10日徐州绥靖公署正式改组为中华民国陆军总司令部徐州司令部。同时郑州绥靖公署改为中华民国陆军总司令部徐州司令部郑州指挥所，主任范汉杰，由陆总徐州司令部统一指挥。
1948年6月14日中华民国陆军总司令部徐州司令部改组为徐州剿匪总司令部（简称“徐州剿总”）。1948年6月29日任命刘峙为总司令，孙震为副司令，李树正为参谋长。

## 建制
- 总司令 顾祝同
- 副总司令 韩德勤  范汉杰
- 参谋长 郭汝瑰
- 第一兵团 司令官 范汉杰（兼）
  - 整编第五师 师长邱清泉
  - 整编第十一师 师长  胡琏
  - 整编第二十五师 师长 黄伯韬
  - 整编第六十四师 师长 黄国梁
  - 整编第七十五师 师长 沈澄年
  - 整编第八十五师 师长 吴绍周
- 第二兵团 司令官  王敬久
  - 整编第七十师 师长  陈颐鼎
  - 整编第七十二师 师长 余锦源
  - 整编第八十四师 师长 吴化文
- 第三兵团 司令官  欧震
  - 整编第二十八师 师长  李渤
  - 整编第四十四师 师长 王泽浚
  - 整编第七师 师长  钟纪
  - 整编第四十八师 师长 张光瑋
  - 整编第八十三师 师长 周志道
  - 整编第五十一师 师长  王严
  - 整编第九师 师长  王凌云
  - 整编第六十五师 师长  李振
  - 整编第五十七师 师长 段霖茂
- 第一绥靖区  司令官  李默庵 副司令官 陈大庆  李觉
  - 整编第四师 师长  王作华
  - 整编第二十一师 师长 刘雨卿
  - 暂编第二十五师 师长 孙良诚
- 第二绥靖区  司令官  王耀武       副司令官 丁治磐
  - 整编第八师 师长  李弥
  - 整编第十二师 师长  霍守义
  - 整编第四十五师 师长 陈金城
  - 整编第五十四师 师长 阙汉骞
  - 整编第七十三师 师长 曹振铎
- 第三绥靖区  司令官  冯治安 副司令官 李文田 张克侠  何基沣
  - 整编第五十九师 师长 刘振三
  - 整编第七十七师 师长 王长海
- 第六绥靖区  司令官  周垒     副司令官 区寿年
  - 整编第五十八师 师长 鲁道源
  - 暂编第二十四师 师长 黄秀甫
- 第八绥靖区  司令官  夏威 副司令官 刘和鼎
  - 整编第四十六师 师长 韩练成
- 陆军总部郑州指挥部 主任  孙震
  - 整编第二十六军 军长 王仲廉
    - 整编第三十二师 师长 詹永良
    - 整编第四〇师 师长  李振清
    - 整编第六十六师 师长 宋瑞珂
    - 整编第四十一师 师长 胡临聪
    - 整编第三师 师长  李楚瀛
- 第四绥靖区 司令官  刘汝明   副司令官 曹福林 米文和  田镇南
  - 整编第五十五师 师长 曾福林
  - 整编第六十八师 师长 刘汝珍